# 강빛중학교
강빛중학교(강빛中學校)는 대한민국 서울특별시 강동구 강일동에 있는 공립 중학교이다.

## 학교 연혁
- 2021년 2월 23일 : 강빛초중이음학교(공립) 임시사용 승인
- 2021년 3월 1일 : 초대 최창수 교장 취임
- 2021년 3월 2일 : 제1회 입학식 및 시업식 (1학년 96명, 2학년 29명, 3학년 19명 총 144명)
- 2021년 3월 2일 : 교육부지정 초중 통합운영학교 연구학교(3년, 2021~2023) 지정
- 2021년 10월 12일 : 강빛초중이음학교 개교식
- 2022년 1월 5일 : 제1회 졸업식(36명)
- 2022년 1월 19일 : 강빛초중이음학교 도서관 준공
- 2022년 3월 17일 : 강빛초중이음학교 GB+(복합문화공간 및 홈베이스 공사) 준공
- 2023년 1월 4일 : 제2회 졸업식(38명)
- 2023년 3월 2일 : 제3회 입학식 및 시업식(1학년 93명, 2학년 74명, 3학년 98명 총 265명)

## 참고 자료
- 강빛중학교 - 한국교육학술정보원 학교알리미